# مارتا کراسووا
مارتا کراسووا (چکی: Marta Krásová؛ ۱۶ مارس ۱۹۰۱ – ۲۰ فوریهٔ ۱۹۷۰) خواننده اپرای اهل  چک بود که از سال ۱۹۲۲ تا ۱۹۶۶ یک حرفه بین‌المللی فعال در تالارهای اپرای بزرگ در اروپا داشت.